# Barry Buzan

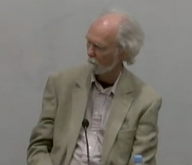
Barry Buzan (2019)

Barry Gordon Buzan (* 28. April 1946 in London) ist ein emeritierter Professor der Internationalen Beziehungen an der London School of Economics (LSE) und Honorarprofessor an der Universität Kopenhagen sowie der Jilin-Universität. Bis 2012 war er Montague Burton Professor of International Relations an der LSE. Er entwickelte die Regional Security Complex Theory und ist gemeinsam mit Ole Wæver eine zentrale Figur der Copenhagen School of Security Studies.

## Leben
Buzans Familie emigrierte 1954 nach Kanada. Er besitzt sowohl die britische als auch die kanadische Staatsbürgerschaft. Er verfügt über einen Abschluss an der University of British Columbia (1968) und promovierte im Jahr 1973 an der LSE. Er beschreibt seine politischen Ansichten als „social democratic“ und seine religiösen Ansichten als „extreme secularist“.
Von 1988 bis 2002 war er Projektleiter am Copenhagen Peace Research Institute (COPRI). Von 1995 bis 2002 war er research Professor of International Studies an der University of Westminster und davor Professor of International Studies an der University of Warwick.  1993 war er visiting professor an der International University of Japan und 1997/1998 Olof Palme Visiting Professor in Schweden.
Von 1988 bis 1990 war er Vorsitzender der British International Studies Association, von 1993 bis 1994 Vize-Präsident der (North American) International Studies Association und von 1994 bis 1998 founding Secretary des International Studies Coordinating Committee. Von 1999 bis 2011 war er Koordinator eines Projekts zur Wiederbelebung der Englischen Schule und von 2004 bis 2008 Herausgeber des European Journal of International Relations. 1998 wurde er zum Fellow der British Academy und 2001 an die Academy of Learned Societies for the Social Sciences berufen.
Buzans Frau, Deborah Skinner, ist Künstlerin und die jüngste Tochter des Psychologen B. F. Skinner. Sein Bruder ist der Autor Tony Buzan.

## Forschungsschwerpunkte
- Konzeptionelle und regionale Aspekte der International Security
- Internationale Geschichte und die Evolution des International System seit der Prähistorik
- Die Theorie der Internationalen Beziehungen, insbesondere des Strukturellen Realismus
- International Society und die Englische Schule

## Veröffentlichungen (Auswahl)
- People, States & Fear: The National Security Problem in International Relations  (1983; überarbeitete 2. Auflage 1991)
- The Logic of Anarchy: Neorealism to Structural Realism (1993) mit Charles Jones und Richard Little
- Security: A New Framework for Analysis (1997) mit Ole Waever, Jaap De Wilde
- The Arms Dynamic in World Politics (1998) mit Eric Herring
- The Mind Map Book (2000) mit  Tony Buzan
- Regions and Powers: The Structure of International Security (2003) mit Ole Waever
- The United States and the Great Powers: World Politics in the Twenty-First Century (2004)
- The Evolution of International Security Studies (2009) mit Lene Hansen
- Non-Western International Relations Theory: Perspectives on and beyond Asia (2010) mit Amitav Acharya
- An Introduction to the English School of International Relations: The Societal Approach (2014)
- mit George Lawson: The Global Transformation: History, Modernity, and the Making of International Relations. (2015)
- Making Global Society: A Study of Humankind Across Three Eras. Cambridge University Press, Cambridge 2023, ISBN 978-1-009-37219-0.